# 弗兰克尔·列奥
弗兰克尔·列奥（匈牙利語：Frankel Leó，匈牙利語發音：[ˈfrɒŋkɛl ˈlɛoː]；1844年2月25日—1896年3月29日），匈牙利国际工人运动活动家，法国巴黎公社主要领导人之一。

## 生平
1844年，在現屬布达佩斯的烏伊拉克（Újlak）出生。领导第一国际巴黎支部。
1871年，巴黎公社成立，为公社委员，他属于蒲鲁东派左翼。先后担任劳动和交换、财政、执行委员会委员。巴黎公社失败后，弗兰克尔流亡到英国，担任第一国际总委员会委员。
1880年，建立匈牙利总工人党。1889年，参与第二国际的创立。1896年3月29日，在巴黎逝世，葬在拉雪兹神父公墓。